# Джон Марстън
Джон Марстън (на английски: John Merston) е английски писател и драматург.

## Биография и творчество
Джон Марстън е роден във Великобритания през 1576 г. Израснал в Лондон. Майка му е с италиански произход. Основна дейност на баща му е адвокатска практика.
Завършва през 1594 г. Оксфордския университет, след което продължава своето образование в „Мидъл Темпъл“, където учи право. По време на неговото обучение в „Мидъл Темпъл“ – член на адвокатската камара е бил неговият баща.
В първите си литературни прояви, Джон Марстън се проявява като гениален, но остър критик.
Първото си стихотворение „Metamorphosis of Pygmalion’s Image“ от 1598 г., той самият определя като пародия на друг известен разказ от „Метаморфозата на Овидий“.
През 1599 г. е издаден указ от Кентерберийския епископ Анселм Кентърбърийски, който застава срещу сатиричната поезия. След съставената забрана, Марстон насочва своя талант в друга посока и започва да пише и създава пиеси.
Първата пиеса излиза през 1599 г. „Histrio-Mastix“, след което през 1601 г. излиза пиесата „Jack Drum‘ s Entertainment“, а след нея „Antonio and Melinda“ през 1602 г. Тези пиеси, са първите опити на Марстън в сатиричната комедия. В продължение на шест години той остава привърженик на този стил. Като трагедии, Марстън създава „Antonio’s Revenge“, през 1602 г., а няколко години по-късно през 1606 г. – „Sophonisba“. Фантастична нотка притежава пиесата „What You Will“ от 1607 г., а за най-добра негова пиеса е считана „The Malcontent“ от 1604 г., в която се засяга темата и се упоменават, пороците на съвременното общество.
През 1608 г. за кратко е вкаран в затвора, по неизвестни причини.
През 1609 г. приключва своята дейност, свързана с театъра и се мести в Оксфорд, с идеята да приеме духовен сан. Години по-късно, през 1631 г. той се завръща в града, където е познат, благодарение на своите творби.
Умира на 25 юни 1634 г. в Лондон.